# Анциферов Микола Степанович
Анци́феров Микола Степанович (28 жовтня 1930, Макіївка — 16 жовтня 1964, Москва) — радянський поет. Очолював поетичний відділ журналу «Москва». Автор безлічі віршів про шахтарів.

## Біографія
Народився в сім'ї шахтаря в Макіївці. Публікуватися почав з 1952 року. Перший творчий наставник Миколи Степановича — письменник Анатолій Мартинов. Закінчив вечірню школу, потім вступив до Московського літературного інституту імені О. М. Горького. Поезію Миколи Анциферова високо оцінив Жан Поль Сартр. Тільки 1991 року в журналі «Донбас» була опублікована добірка віршів, які раніше не могли бути видані з ідеологічних міркувань.